# Estádio Florentino Oropeza
O Estádio Florentino Oropeza é um estádio multi-esportivo localizado em San Felipe, cidade e capital do estado de Yaracuy, na Venezuela. O estádio foi batizado com esse nome em homenagem ao lendário maratonista Florentino Oropeza, quatorze vezes campeão nacional.
A praça esportiva, usada principalmente para o futebol e atletismo, é onde Yaracuyanos FC e Yaracuy FC, clubes de futebol da cidade de San Felipe, mandam seus jogos. Tem capacidade para cerca de 10.000 torcedores.